# Accord de libre-échange entre l'Azerbaïdjan et la Turquie
L'accord de libre-échange entre l'Azerbaïdjan et la Turquie est un accord de libre-échange signé le 25 février 2020 et ratifié en janvier 2021.